# Classe Foudre
Pour les articles homonymes, voir Foudre (homonymie).
La classe Foudre  est une classe de transport de chalands de débarquement (TCD, en anglais LPD), de conception française. Deux bâtiments de ce type ont été construits pour la Marine nationale : le Foudre admis au service actif en décembre 1990 et le Siroco en décembre 1998.

## Description

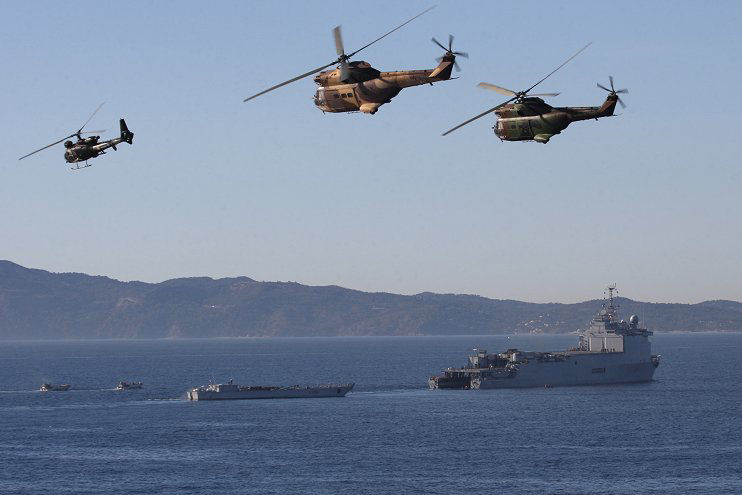
Le TCD Foudre, l'EDIC Rapière, 2 chalands de transport de matériel, et des hélicoptères de l'Armée de Terre, pendant l'exercice "Écume éternelle" (7 février 2008).

Le TCD a pour mission d'assurer le transport et la mise à terre par des moyens amphibies, sur une plage non préparée et en zone d'insécurité, d'un tiers de régiment mécanisé.
La mise à terre s'effectue au moyen de 8 chalands de transport de matériel transportés dans un bassin intérieur appelé « radier inondable ». Simultanément, le TCD peut d'une part, transporter, ravitailler et mettre en œuvre quatre hélicoptères lourds ; d'autre part, assurer le commandement d'une opération de débarquement d'ampleur limitée, l'hospitalisation et les soins aux blessés.
Il possède un hôpital de 500 m2 ayant une capacité de 51 lits. De plus, cet hôpital comprend deux blocs opératoires, un cabinet dentaire, une salle de radiologie, un laboratoire de biologie et une salle de soins aux grands brûlés.
La caractéristique essentielle des TCD est le bassin intérieur ou radier, immergeable sous trois mètres d'eau et qu'une porte arrière met en communication avec la mer. Les dimensions du radier sont : 122 mètres de long × 14 m de large × 7,70 m de hauteur. Une rampe à tribord permet aux véhicules d'embarquer dans le radier depuis un quai.
Le Foudre, dont la ville de Fréjus a été la ville marraine à partir de novembre 1991, a été renommé Sargento Aldea lors de son transfert au Chili le 23 décembre 2011. Il a été remplacé par le BPC (bâtiment de projection et de commandement) Dixmude de classe Mistral.

## Missions
Il a participé à la Mission Corymbe, un dispositif naval visant à assurer la présence permanente d'un bâtiment dans le Golfe de Guinée et au large des côtes d'Afrique de l'Ouest.

## Navires de la classe Foudre

### Navires de la Marine nationale française
| indicatif visuel | Nom    | Mise sur cales | Mise à l'eau     | Mise en service  | Désarmée         | Base navale | Destination                                                  |
| ---------------- | ------ | -------------- | ---------------- | ---------------- | ---------------- | ----------- | ------------------------------------------------------------ |
| L9011            | Foudre | 26 mars 1986   | 19 novembre 1988 | 7 décembre 1990  | 23 décembre 2011 | Toulon      | Vendu à l'Armada de Chile en 2011 et renommé Sargento Aldea. |
| L9012            | Siroco | 9 octobre 1995 | 14 décembre 1996 | 21 décembre 1998 | 6 juillet 2015   | Toulon      | Vendu à la Marine brésilienne en 2015 et renommé Bahia.      |

### Transferts
- Marine chilienne : LSDH-91Sargento Aldea (ex-Foudre); vendu par la Marine française en 2011, actuellement en service et basé à Valdivia.
- Marine brésilienne : NAM Bahia (ex-Siroco); vendu par la Marine française en 2015, actuellement en service.

## Navires comparables
- Classe Galicia

## Galerie d'images

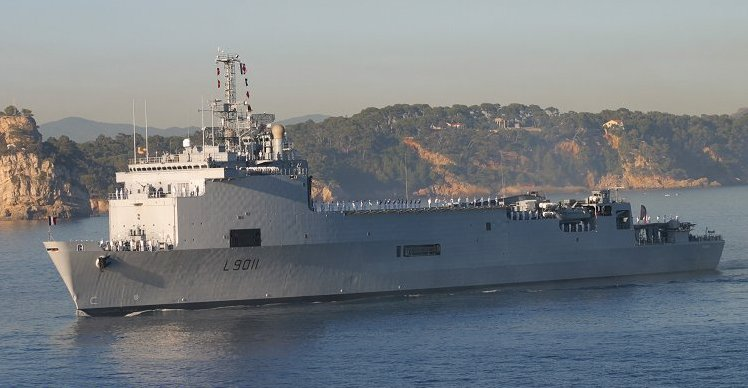
Le TCD Foudre lors de la revue navale 2004 en rade de Toulon (15 août 2004).
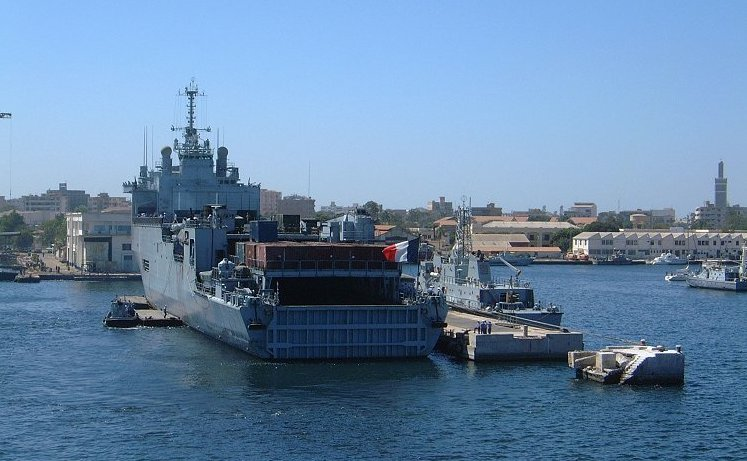
Le TCD Foudre, à quai à la base navale franco-sénégalaise de Dakar, vient de terminer sa mission Corymbe 55 (2 janvier 2001). À ses côtés, le patrouilleur sénégalais Fouta.
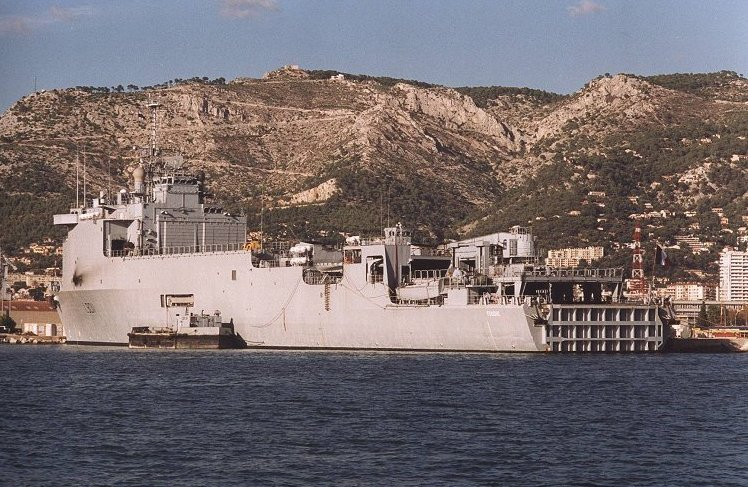
Le TCD Foudre à quai à Toulon (octobre 2000).
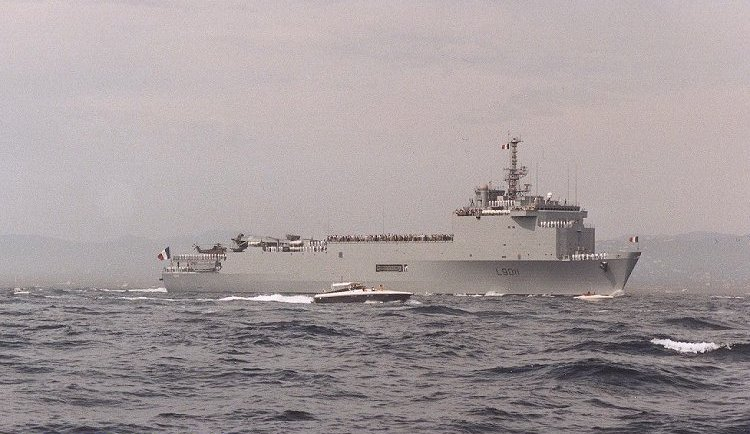
Le TCD Foudre, lors de la revue navale d'août 1994.
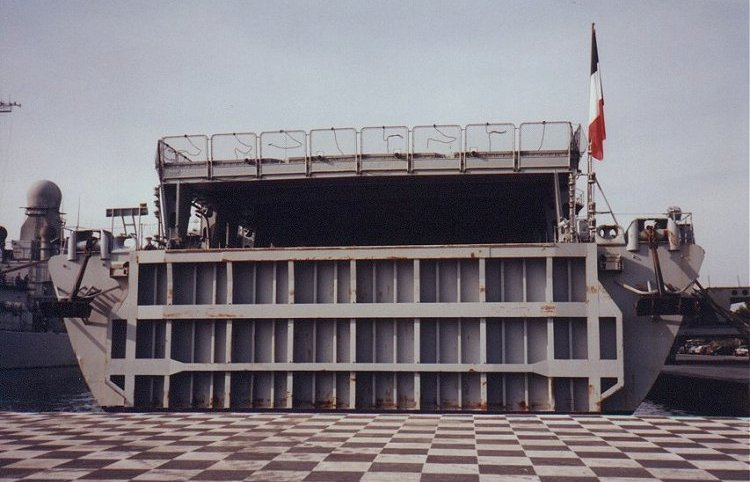
TCD Foudre : porte du radier inondable (1998).